# ピープルウェア
ピープルウェア（英: Peopleware）は、 ハードウェア、ソフトウェアと共に、コンピュータ技術の三つの中心的な側面の一つを表す用語である。ピープルウェアとは、ソフトウェア・ハードウェアシステムの開発、使用に際する人間の役割、関連したいかなるものも指す。たとえば、開発者の生産性、チームワーク、集団力学、プログラミングの心理学、プロジェクト管理、組織上の要素、ヒューマンインターフェイスの設計、人間と機械の相互作用、などである  。

## 概要
ソフトウェアの領域におけるピープルウェアの概念は、様々な側面をカバーする 。
- 生産性の高い個人の育成
- 従業員の管理
- 組織の文化
- 組織的な学
- 生産性の高いチームの育成
- 人間の能力のモデル化

## 歴史
「ピープルウェア｣という用語は、1977年にPeter G. Neumann が初めて用いた 。また、それとは独自に、1980年に Meilir Page-Jones が用い、 1987 年に出版されたトム・デマルコと Timothy Lister の著書"Peopleware: Productive Projects and Teams"で普及した。
また「ピープルウェア」という用語は、Software Development 誌に長期連載されたラリー・コンスタンチンのコラムの題名と主要な話題になった 。

## 書籍 Peopleware: Productive Projects and Teams
ピープルウェアに関して、おそらく最も有名で影響の大きいのはデマルコと Lister の書籍 Peopleware: Productive Projects and Teams であろう。ソフトウェアのコンサルタントだったトム・デマルコとティモシー・リスターは、プロジェクト管理のみならず、個々人の仕事の考え方と、会社の考え方との衝突、チームの結束(team jelling)、グループの化学反応(group chemistry)、会社のエントロピー、作業時間(flow time)、チーム化(teamicide)、(最適化のための)職場環境理論、などについて述べている。
本書の最初の章で、「われわれの抱える主要な問題は、そもそも技術的ではなく社会学的なものである」と述べ、たとえば職場環境の静かさや離職に伴うコストといった社会学的な問題、政治的な問題に取り組むとしている。
著者らは、多くのテーマを具体的な話題や情報に基いて原理として示し、たとえば、｢スパゲッティ・ディナー｣という章では、マネージャが新しいチームをディナーに招待し、チームの成功のために、食事を準備する、という話が紹介されている（フィクションだが、実話に近い話）。他の章でも現実的な話や様々な研究結果を示して、原理を説明しようとしている。

### 日本語版
日本では、日経BP社が訳書を出版している。